# بلماوات
البلماوات (الاسم العلمي: Engraulinae) هي أسرة من الأسماك تتبع الفصيلة البلمية من رتبة الصابوغيات.

## أجناس البلماوات
- البلم
- الأنشوفة